# 딘 캐머런

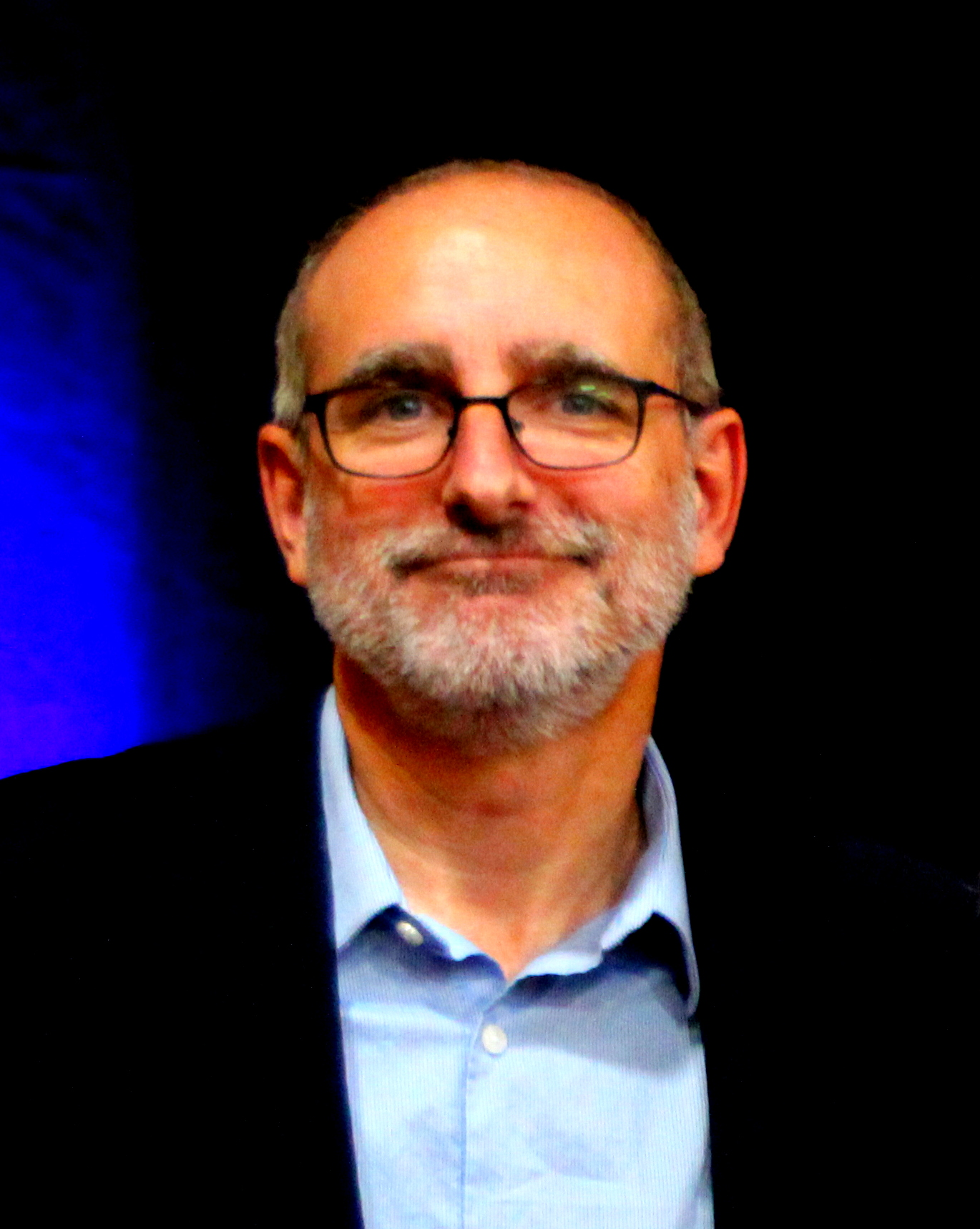

딘 캐머런(Dean Eikleberry, 1962년 12월 25일 ~ )은 미국의 배우, 텔레비전 배우이다.

## 영화
- 더 굿 네이버 (2016년)
- 디렉터스 컷 (2016년)
- 스트레이트 아웃 오브 컴턴 (2015년)
- 홀 인 원 (2010년) - 의사 칼튼 파이드몬트 역
- 미드나잇 블루 (1997년)
- 키킹 앤 스크리밍 (1995년)
- 찰리의 유령 이야기 (1994년)
- 스키 스쿨 2 (1994년)
- 킬링 박스 (1993년)
- 미라클 비치 (1992년)
- 스키 스쿨 (1991년)
- 락쿨라 (1990년)
- 정신병동 미스테리 (1990년)
- 궁둥이에 총을 쏜 남자 (1990년)
- 미녀 외계인 (1990년)
- 악령의 분신 (1988년)
- 썸머 스쿨 (1987년)